# Dinner in America
Dinner in America ist ein Film von Adam Rehmeier, der im Januar 2020 beim Sundance Film Festival seine Premiere feierte, im März 2022 in Deutschland veröffentlicht wurde und Ende Mai 2022 in die US-Kinos kam.

## Handlung
Der Musiker und Punkrocker Simon nimmt nicht nur Drogen, er handelt auch damit. Weil das Geld trotzdem nicht reicht, stellt er seinen Körper der Arzneimittelforschung zur Verfügung. Als Teilnehmer einer Studie soll er entschädigt werden.
Seine Drogengeschäfte sind nur einer von vielen Gründen, weswegen die örtliche Polizei nach ihm sucht. Simon kann den Cops nur knapp entkommen, auch Dank des Eingreifens von Patty, der Mitarbeiterin einer Tierhandlung. Die junge Frau scheint in vielerlei Hinsicht unbeholfen. Sie lädt Simon zu sich nach Hause ein, unbeeindruckt von dessen seltsamer Frisur. Simon versteckt sich in diesem Vorort von Detroit, bis ihm klar wird, dass Patty ein großer Fan seines Alter Egos John Q. Public ist, des maskierten und anonymen Sängers des Punk-Quartetts Psyops.

## Produktion

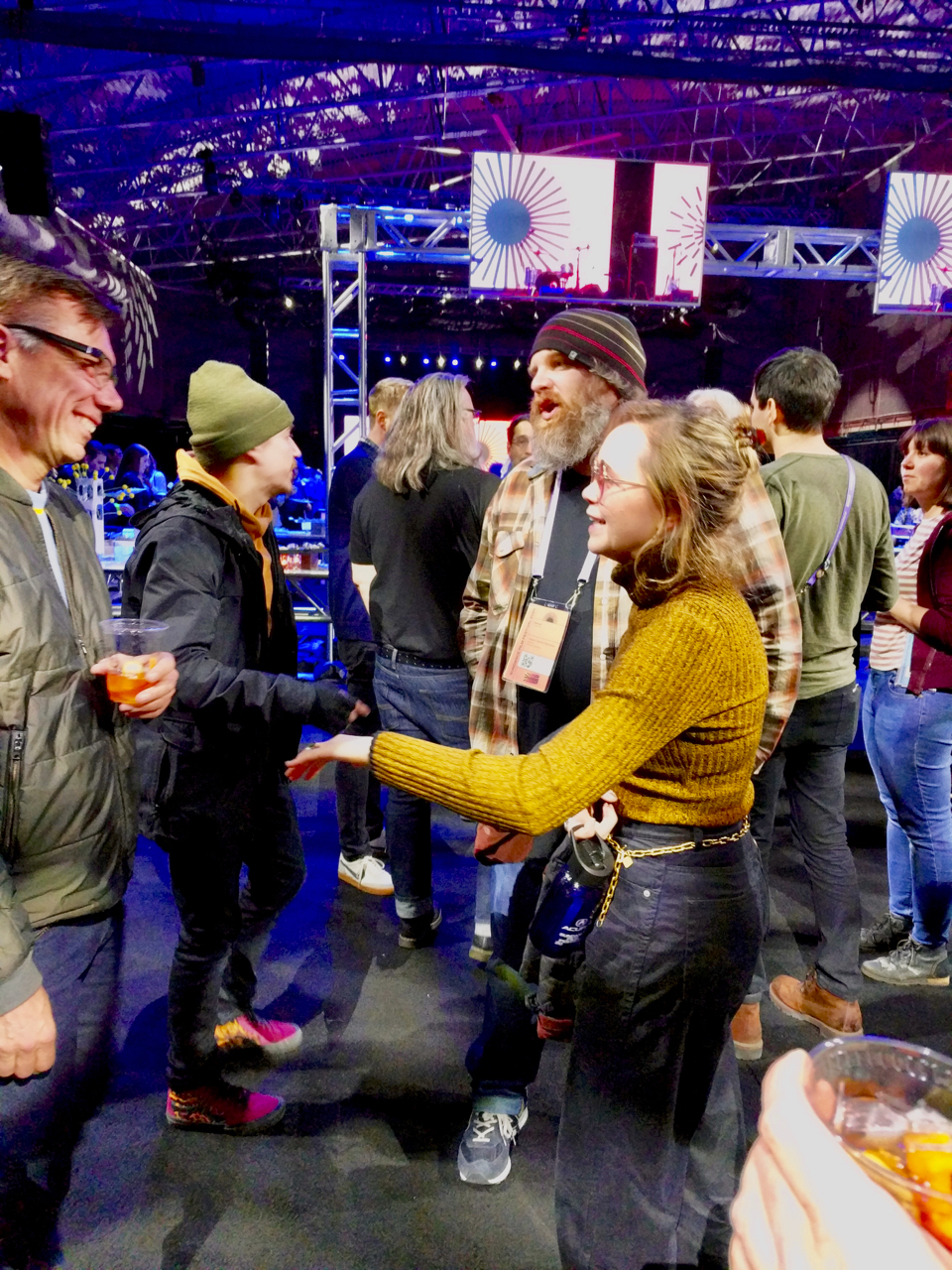
Emily Skeggs beim Sundance Film Festival

Regie führte Adam Rehmeier, der auch das Drehbuch schrieb.
Die Dreharbeiten fanden in Detroit in Michigan und Umgebung statt.
Eine erste Vorstellung des Films erfolgte am 24. Januar 2020 beim Sundance Film Festival. Ende August, Anfang September 2020 wurde er beim Fantasia Film Festival 2020 gezeigt. Der Film war das Centerpiece des im September 2020 stattfindenden 34. Fantasy Filmfests. Im gleichen Monat wurde Rehmeiers Film in Regensburg beim HARD:LINE Film Festival gezeigt und gewann dort die Golden Razorblade, den Publikumspreis des Festivals. Im November 2020 wurde er beim Tallinn Black Nights Film Festival in der Sektion Rebels With A Cause gezeigt. Ende August 2021 wurde er beim norwegischen Filmfestival in Haugesund vorgestellt. Am 24. März 2022 wurde er in Deutschland als Video-on-Demand und am 31. März 2022 auf DVD und Blu-ray veröffentlicht. Am 27. Mai 2022 kam der Film in ausgewählte US-Kinos und soll dort am 7. Juni 2022 als Video-on-Demand veröffentlicht werden.

## Rezeption

### Kritiken
Der Film wird von 94 Prozent der bei Rotten Tomatoes erfassten Kritiker positiv bewertet und erhielt hierbei eine durchschnittliche Bewertung von 8 der möglichen 10 Punkte.
Dennis Harvey von Variety schreibt, Kyle Gallner sei umwerfend in der Hauptrolle und lasse Simon so charismatisch cool erscheinen, dass man den Umstand übersehen könne, dass ihm das Drehbuch neben seiner ordinären Sprache auch einige homophobe Züge verpasse. Der Film sei zwar nicht meisterhaft konstruiert oder sonderlich originell, doch durch die Arbeit des Kameramanns Jean-Philippe Bernier und John Swiharts Electro-Trash-Score habe der Zuschauer etwas, um „happy“ zu werden.

### Auszeichnungen (Auswahl)
B3 Biennale des bewegten Bildes 2020
- Nominierung im Wettbewerb[13]

Fort Lauderdale International Film Festival 2020
- Auszeichnung als Best American Indie
- Auszeichnung als Beste Filmkomödie mit dem Publikumspreis
- Auszeichnung als Beste Schauspielerin mit dem President’s Award (Emily Skeggs)[14]

Guanajuato International Film Festival 2020
- Nominierung als Bester Film im internationalen Spielfilmwettbewerb (Adam Rehmeier)[15]

HARD:LINE Film Festival
- Auszeichnung mit dem Publikumspreis (Golden Razorblade)

Neuchâtel International Fantastic Film Festival 2020
- Auszeichnung mit dem Publikumspreis (Adam Rehmeier)

Odesa International Film Festival 2020
- Auszeichnung mit dem Grand Prix im Internationalen Wettbewerb (Adam Rehmeier)[16]

Prague International Film Festival – Febiofest 2021
- Auszeichnung als Beste Filmkomödie[17]

Sundance Film Festival 2020
- Nominierung für den Grand Jury Prize – Dramatic (Adam Rehmeier)

Tallinn Black Nights Film Festival 2020
- Auszeichnung als Bester Film in der Sektion Rebels with A Cause[18]